# تيرو (أوهايو)
تيرو (بالإنجليزية: Tiro, Ohio)‏ هي منطقة سكنية تقع في الولايات المتحدة في مقاطعة كرافورد، أوهايو. يقدر عدد سكانها بـ 280 نسمة ومساحتها 1.06 كم2 وترتفع عن سطح البحر 321 متر.

## التركيبة السكانية
قام مكتب تعداد الولايات المتحدة بتحديد بيانات التركيبة السكانية لتيرو في تعداد الولايات المتحدة. في ما يلي، التركيبة السكانية حسب تعدادي 2000 و2010.

### تعداد عام 2000
بلغ عدد سكان تيرو 281 نسمة بحسب تعداد عام 2000، وبلغ عدد الأسر 103 أسرة وعدد العائلات 76 عائلة مقيمة في القرية. في حين سجلت الكثافة السكانية 682.4 نسمة لكل ميل مربع (263.5/كم2). وبلغ عدد الوحدات السكنية 109 وحدة بمتوسط كثافة قدره 264.7 نسمة لكل ميل مربع (102.2/كم2).
وتوزع التركيب العرقي للقرية بنسبة 98.22% من البيض و 1.07% من الأمريكيين ذوي الأصول الآسيوية و 0.71% من عرقين مختلطين أو أكثر.
بلغ عدد الأسر 103 أسرة كانت نسبة 38.8% منها لديها أطفال تحت سن الثامنة عشر تعيش معهم، وبلغت نسبة الأزواج القاطنين مع بعضهم البعض 60.2% من أصل المجموع الكلي للأسر، ونسبة 7.8% من الأسر كان لديها معيلات من الإناث دون وجود شريك، وكانت نسبة 26.2% من غير العائلات. تألفت نسبة 21.4% من أصل جميع الأسر من أفراد ونسبة 8.7% كانوا يعيش معهم شخص وحيد يبلغ من العمر 65 عاماً فما فوق. وبلغ متوسط حجم الأسرة المعيشية 3.17، أما متوسط حجم العائلات فبلغ 2.73.
بلغ العمر الوسطي للسكان 34 عاماً. وكانت نسبة 33.5% من القاطنين تحت سن الثامنة عشر، وكانت نسبة 5.7% بين الثامنة عشر والأربعة وعشرون عاماً، ونسبة 27.8% كانت واقعةً في الفئة العمرية ما بين الخامسة والعشرون حتى والأربعة وأربعون عاماً، ونسبة 21.4% كانت ما بين الخامسة والأربعون حتى الرابعة والستون، ونسبة 11.7% كانت ضمن فئة الخامسة والستون عاماً فما فوق. يوجد لكل 100 أنثى 102.2 ذكر، ويوجد لكل 100 أنثى في الثامنة عشر من عمرها فما فوق 105.5 ذكر.
بلغ متوسط دخل الأسرة في القرية 30,750 دولار، أما متوسط دخل العائلة فبلغ 30,357 دولار. وكان متوسط دخل الذكور 26,964 دولار مقابل 23,125 دولار للإناث. وسجل دخل الفرد الخاص بالقرية 12,670 دولار. وكانت نسبة 9.0% من العائلات ونسبة 13.2% من السكان تحت خط الفقر، وكان من هؤلاء نسبة 19.2% تحت سن الثامنة عشر ولا أحد منهم في الخامسة والستين من العمر وما فوق.

### تعداد عام 2010
بلغ عدد سكان تيرو 280 نسمة بحسب تعداد عام 2010، وبلغ عدد الأسر 85 أسرة وعدد العائلات 71 عائلة مقيمة في القرية. في حين سجلت الكثافة السكانية 682.9 نسمة لكل ميل مربع (263.7/كم2). وبلغ عدد الوحدات السكنية 106 وحدة بمتوسط كثافة قدره 258.5 لكل ميل مربع (99.8/كم2).
وتوزع التركيب العرقي للقرية بنسبة 96.8% من البيض و 0.7% من الأمريكيين ذوي الأصول الآسيوية و 0.7% من الأمريكيين الأفارقة و 1.8% من عرقين مختلطين أو أكثر.
بلغ عدد الأسر 85 أسرة كانت نسبة 43.5% منها لديها أطفال تحت سن الثامنة عشر تعيش معهم، وبلغت نسبة الأزواج القاطنين مع بعضهم البعض 57.6% من أصل المجموع الكلي للأسر، ونسبة 21.2% من الأسر كان لديها معيلات من الإناث دون وجود شريك، بينما كانت نسبة 4.7% من الأسر لديها معيلون من الذكور دون وجود شريكة وكانت نسبة 16.5% من غير العائلات. تألفت نسبة 14.1% من أصل جميع الأسر من أفراد ونسبة 4.8% كانوا يعيش معهم شخص وحيد يبلغ من العمر 65 عاماً فما فوق. وبلغ متوسط حجم الأسرة المعيشية 3.54، أما متوسط حجم العائلات فبلغ 3.29.
بلغ العمر الوسطي للسكان 35.6 عاماً. وكانت نسبة 31.1% من القاطنين تحت سن الثامنة عشر، وكانت نسبة 9.5% بين الثامنة عشر والأربعة وعشرون عاماً، ونسبة 25.5% كانت واقعةً في الفئة العمرية ما بين الخامسة والعشرون حتى والأربعة وأربعون عاماً، ونسبة 20.3% كانت ما بين الخامسة والأربعون حتى الرابعة والستون، ونسبة 13.6% كانت ضمن فئة الخامسة والستون عاماً فما فوق. وتوزع التركيب الجنسي للسكان بنسبة 49.6% ذكور و50.4% إناث.